# Ruit (textiel)

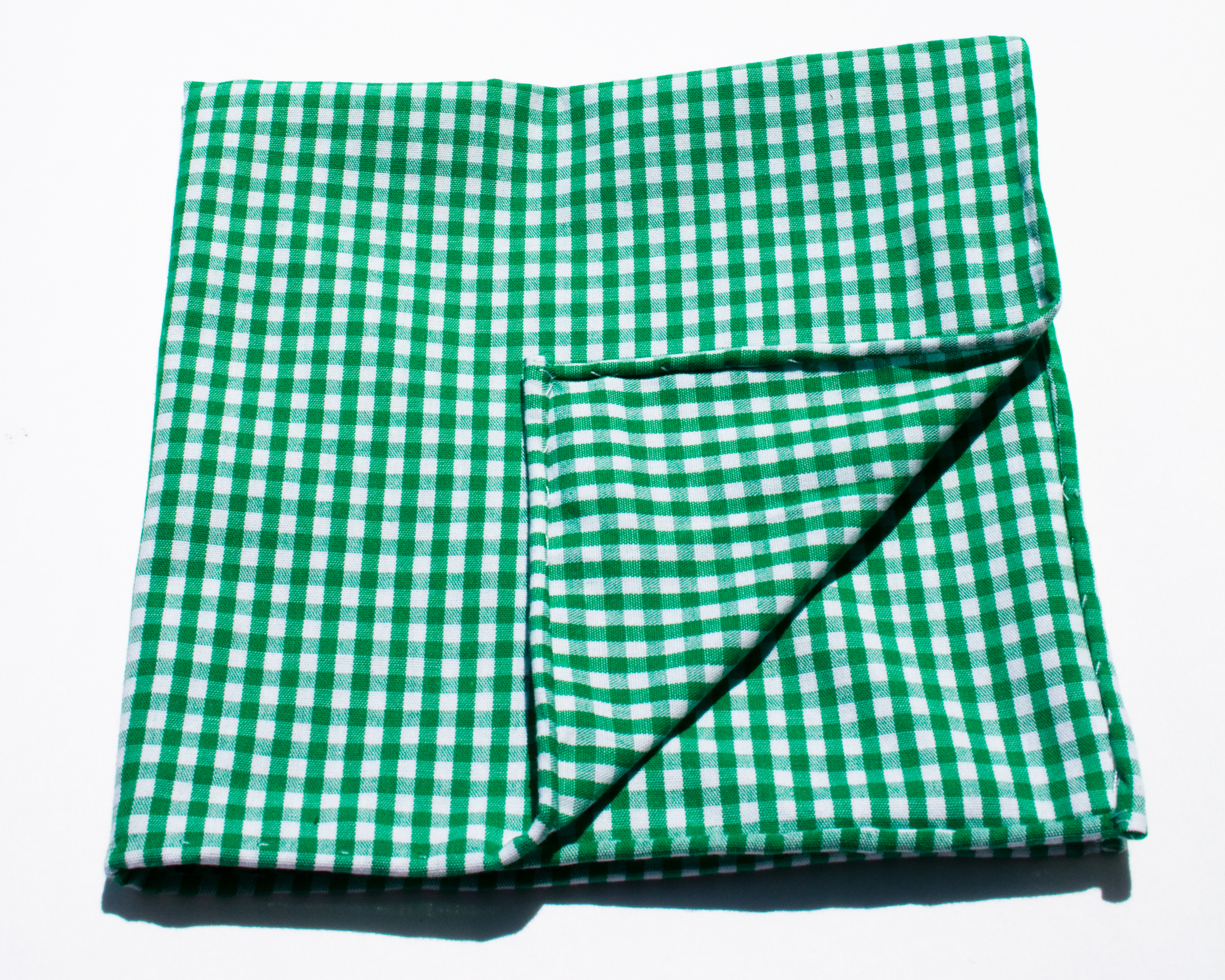
Een rol green gingham stof met een ruitpatroon

Een ruit is een textielpatroon dat bestaat uit elkaar kruisende horizontale en verticale lijnen die vierkanten vormen. Een in Nederland bekende ruitvorm is Brabants bont.
In Schotland worden ruitpatronen geassocieerd met het gebied waar ze vandaan komen, dit in tegenstelling tot de Tartan die een verwantschap aan een bepaalde familie of clan aangeeft.